# Office of Professional Responsibility
L'Office of Professional Responsibility (OPR) est le bureau du département de la Justice des États-Unis responsable des enquêtes sur les employés du département de la Justice qui ont été accusés de crimes ou délits dans le cadre de leurs fonctions professionnelles.